# Nuno Borges (tennista)
Nuno Borges (Maia, 19 febbraio 1997) è un tennista portoghese.
I suoi migliori ranking ATP sono stati il 30º posto in singolare nel settembre 2024 e il 69º in doppio nel settembre 2022. Nel circuito maggiore ha vinto un titolo in singolare e uno in doppio, vanta inoltre diversi altri titoli nei circuiti minori in entrambe le specialità. Ha fatto il suo esordio nella squadra portoghese di Coppa Davis nel 2021.

## Carriera

### Da juniores e nei college statunitensi
Prende parte al circuito ITF juniores tra il 2012 e il 2015, vince tre titoli in singolare e uno in doppio in tornei minori, e nel 2015 raggiunge il 44º posto nel ranking mondiale di categoria. Quell'anno si trasferisce negli Stati Uniti con una borsa di studio per la Mississippi State University ed entra nella squadra di tennis dell'ateneo, iniziando a competere nel circuito dei college statunitensi. Vi rimarrà per quattro anni con buoni risultati, tra cui una finale e due semifinali in singolare del campionato NCAA. Nella carriera dei college ottiene diversi riconoscimenti tra cui "tennista dell'anno" nel 2019 per la Intercollegiate Tennis Association e nel 2017, 2018 e 2019 per la Southeastern Conference, per la quale viene eletto "studente-sportivo dell'anno" nel 2018 e 2019.

### 2014-2019, inizi da professionista e primi titoli ITF
Fa il suo esordio nel circuito professionistico ITF nel maggio 2014 e nei primi anni gioca saltuariamente. Nel novembre 2015 gioca e perde la prima finale nel torneo di doppio ITF Morocco F4 a Casablanca in coppia con Francisco Cabral. Dopo il trasferimento negli Stati Uniti, gioca saltuariamente nel circuito ITF. Vince il primo titolo da professionista nel giugno 2017 al torneo di doppio del Portugal F8 di Lisbona, di nuovo in coppia con Cabral, diventato il suo partner abituale in doppio. Nello stesso evento gioca anche la sua prima finale in singolare e perde contro il connazionale João Monteiro; la settimana successiva si prende la rivincita su Monteiro nella finale del Portugal F9 di Setubal, conquistando il primo trofeo ITF in singolare, e con Cabral si impone anche nella finale di doppio. A fine luglio vince in singolare un altro titolo, l'ultimo del 2017.
Nell'estate del 2018 vince un torneo ITF in singolare e due in doppio in Portogallo. In novembre vince il primo titolo negli Stati Uniti nel torneo ITF di singolare allo United States F32 di Pensacola. Nella primavera del 2019 termina la sua permanenza negli Stati Uniti e inizia a giocare con maggiore continuità tra i professionisti, pur proseguendo gli studi. In estate vince due titoli ITF in singolare e uno in doppio e in novembre debutta in un tabellone principale del circuito Challenger nella sua Maia, dove sconfigge al primo turno Roberto Ortega-Olmedo prima di cedere a Attila Balazs.

### 2020-2021, primi titoli Challenger. top 200 dei ranking, esordio in Coppa Davis
La pandemia di COVID-19 limita le sue apparizioni nella prima parte del 2020, nell'arco della stagione vince tre delle sei finali ITF giocate in singolare e una delle due in doppio. In luglio si laurea inoltre per la prima volta campione nazionale assoluto in singolare. Nel febbraio 2021 vince al torneo ITF di Adalia il titolo in singolare e in doppio, il primo con lo statunitense Alex Rybakov. Ad aprile disputa al torneo di Oeiras II le sue prime finali Challenger in carriera, vince quella di doppio con Cabral e perde quella in singolare contro Pedro Cachín. A fine mese disputa per la prima volta le qualificazioni di un torneo ATP all'Estoril Open, ed entra nel tabellone principale sconfiggendo per la prima volta un top 100, il nº 93 Roberto Carballés Baena. Al primo turno elimina il nº 61 ATP Jordan Thompson e viene sconfitto al secondo da Marin Čilić, al quale strappa il primo set.
In settembre fa il suo esordio nella squadra portoghese di Coppa Davis nella sfida persa 3-1 con la Romania, viene schierato in doppio assieme a João Sousa e vengono sconfitti da Marius Copil / Horia Tecau. Continua ad avanzare nella classifica ATP, in particolare in doppio, disputando tra settembre e dicembre sette finali Challenger vincendo quelle a Braga, Tenerife, Manama e ai due tornei casalinghi del Maia I e Maia II, sempre in coppia con Cabral. In dicembre vince il primo titolo Challenger in carriera in singolare all'Antalya III, sconfiggendo in finale Ryan Peniston per 6-4, 6-3, e nell'ultimo torneo stagionale viene battuto in rimonta nella finale del Maia II da Tseng Chun-hsin. Con questi risultati si porta al 194º posto della classifica di singolare e al 159º in quella di doppio, nuovi best ranking.

### 2022, primo titolo ATP e top 70 in doppio, top 100 in singolare

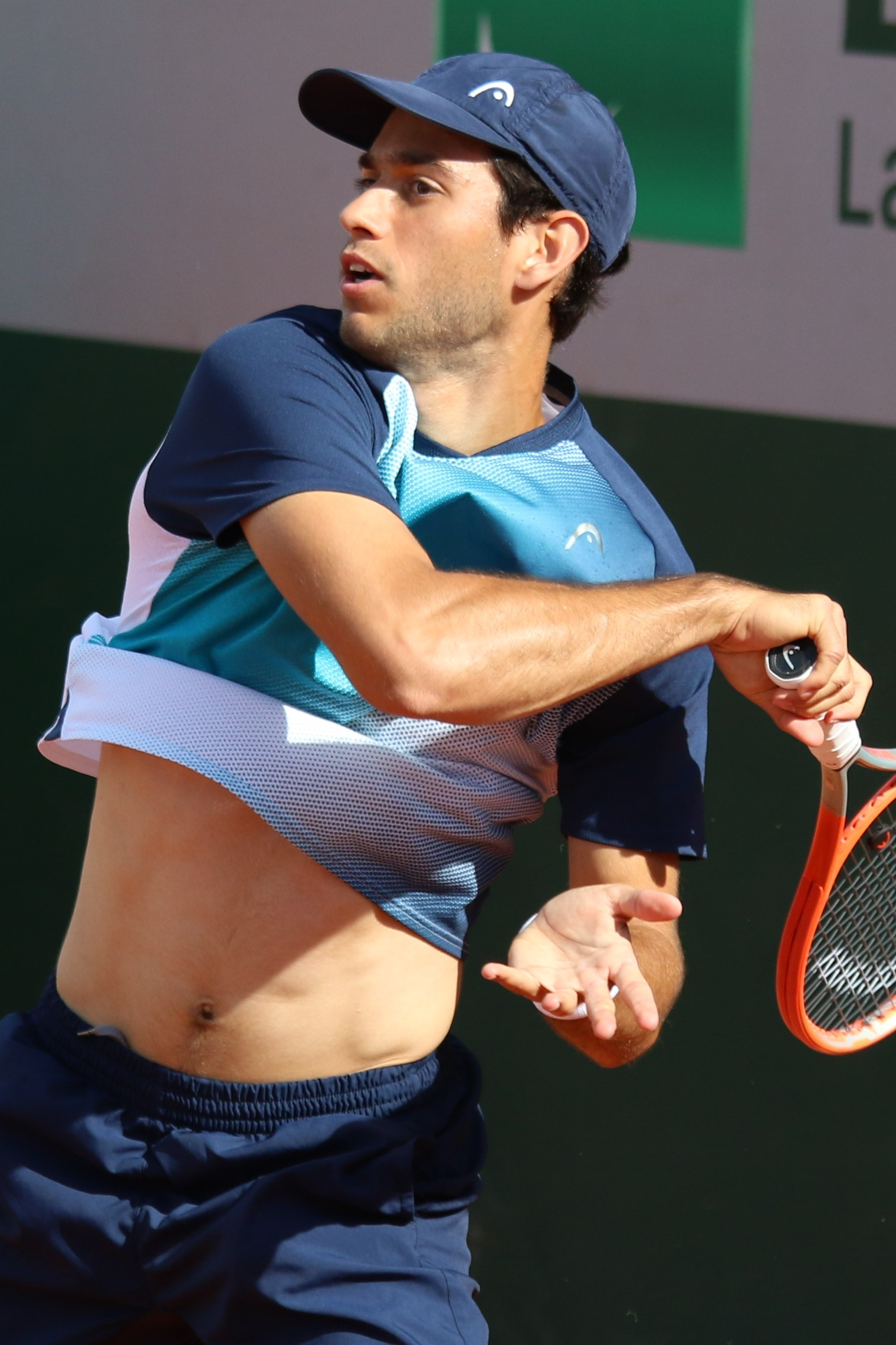
Borges al Roland Garros 2022

Fa il suo esordio stagionale a febbraio con discreti risultati, a inizio marzo gioca il suo primo incontro in singolare in Coppa Davis nel confronto vinto 4-0 a Maia con la Polonia e supera al terzo set il nº 75 ATP Kamil Majchrzak; si impone anche in doppio assieme a Cabral. La settimana dopo viene sconfitto da Carlos Taberner nella finale del Challenger di Roseto degli Abruzzi. Sempre con Cabral vince il primo titolo stagionale nel torneo di doppio a Oeiras, mentre nel torneo di singolare viene eliminato in semifinale. Si ripetono la settimana successiva vincendo il titolo all'Oeiras II. Ad aprile vince a Barletta il suo secondo titolo Challenger in singolare superando in finale il serbo Miljan Zekić, a fine torneo porta il best ranking di singolare al 131º posto e quello di doppio al 125º.
A fine aprile fa il suo esordio in doppio nel circuito maggiore assieme a Cabral all'Estoril Open, al primo turno superano le teste di serie nº 3  Dodig / Krajicek, eliminano quindi Lammons / Paul e in semifinale le teste di serie nº 1 Murray / Venus. Si aggiudicano il titolo sconfiggendo in finale Máximo González / André Göransson con il punteggio di 6-2, 6-3. Con questo successo Borges entra per la prima volta nella top 100 mondiale, alla 99ª posizione. Prende parte anche al torneo di singolare e al secondo turno viene sconfitto in tre set da Frances Tiafoe. Si impongono anche nella finale del successivo Challenger di Praga. Alla sua prima esperienza in una prova del Grande Slam, supera le qualificazioni al Roland Garros sconfiggendo nell'ordine Thomas Fabbiano, Felipe Meligeni Alves e nell'incontro decisivo Zsombor Piros; al primo turno del tabellone principale viene eliminato in 4 set da Karen Chačanov. Supera le qualificazioni anche a Wimbledon ed esce al primo turno, mentre doppio con Cabral si spingono fino al secondo turno. Ad agosto vengono sconfitti in finale al Challenger di Porto.
Vince il suo primo incontro in singolare in una prova del Grande Slam agli US Open, dove supera le qualificazioni e al primo turno batte al quinto set Ben Shelton, mentre al turno successivo perde in rimonta contro Wu Yibing, a fine torneo entra per la prima volta nella top 100 di singolare, e la settimana successiva sale in 91ª posizione. Raggiunge con Cabral il secondo turno anche nel torneo di doppio e ritocca il best ranking anche in questa specialità portandosi al 69º posto. Di rilievo la vittoria in ottobre sul nº 40 del ranking Albert Ramos Viñolas all'ATP di Napoli, dove esce di scena al secondo turno. A fine anno disputa due semifinali Challenger in singolare e perde la finale in doppio assieme a Cabral al Maia Challenger.

### 2023, due titoli Challenger e top 70 in singolare
Al suo esordio all'Australian Open esce di scena al primo turno, a febbraio perde il primo singolare e vince in doppio nella sfida di Coppa Davis persa con la Repubblica Ceca. Con il crollo di João Sousa, il 6 febbraio diventa il miglior tennista portoghese nel ranking di singolare. Si spinge fino al secondo turno in singolare e ai quarti in doppio all'ATP di Delray Beach. Continua a salire nel ranking con la finale vinta su Borna Gojo al Challenger 125 di Monterrey e il secondo turno raggiunto all'ATP 500 di Acapulco. A marzo vince il prestigioso Challenger 175 di Phoenix, al primo turno supera il nº 38 mondiale Diego Schwartzman e in finale ha la meglio in 3 set su Aleksandr Ševčenko. Supera per la prima volta le qualificazioni in un Masters 1000 al Miami Open e viene subito eliminato da Emil Ruusuvuori, la settimana dopo porta il best ranking al 63º posto.
Esce di scena al secondo turno all'ATP di Barcellona per mano di Carlos Alcaraz, dopo aver eliminato Il'ja Ivaška, e non supera il primo turno a Madrid. Torna a giocare in doppio con Cabral e perdono la finale al Challenger 175 di Aix-en-Provence. Vince il suo primo incontro in un Masters 1000 a Roma lasciando solo 5 giochi a Dušan Lajović, reduce dal trionfo all'ATP di Banja Luka, e viene eliminato al secondo turno da Stefanos Tsitsipas. Vince il primo incontro in carriera al Roland Garros battendo John Isner ed esce di scena al secondo turno per mano di Diego Schwartzman. Dopo la semifinale persa al Challenger di Nottingham, viene sconfitto al primo turno nei tornei successivi, compresi Wimbledon e gli US Open. Vince entrambi gli incontri di singolare e perde quello in doppio nella sfida di Coppa Davis vinta 3-1 fuori casa contro l'Austria. Esce nella semifinale di doppio all'ATP di Chengdu assieme ad Arthur Rinderknech e a ottobre cede in finale al Challenger di Shenzhen contro Aleksandar Kovacevic. Chiude la stagione vincendo il titolo al Maia Challenger con il successo in finale su Benoit Paire

### 2024, primo titolo ATP in singolare, quarto turno ad Australian Open e US Open, top 30
Si spinge per la prima volta fino al quarto turno in una prova dello Slam agli Australian Open eliminando il nº 24 del mondo Alejandro Davidovich Fokina e il nº 13 Grigor Dimitrov, cede al quarto set contro il futuro finalista Daniil Medvedev e sale al 46º posto mondiale. Esce nei quarti di finale all'ATP di Los Cabos in doppio e in singolare per mano di Casper Ruud. Si conferma campione al Challenger 175 di Phoenix superando in finale l'ex top 10 Matteo Berrettini. Ad aprile esce nei quarti all'Estoril Open e il mese dopo raggiunge per la prima volta il quarto turno in un Masters 1000 agli Internazionali d'Italia; elimina tra gli altri il nº 17 del mondo Aleksandr Bublik e cede in due set al vincitore del torneo Alexander Zverev. Raccoglie quattro sconfitte al primo turno nei tornei successivi, tra i quali il Roland Garros e Wimbledon. Si riscatta allo Swedish Open conquistando il primo titolo ATP in singolare; perde un solo set in tutto il torneo e in finale ha la meglio su Rafael Nadal con il punteggio di 6-3, 6-2, risultato con cui porta il miglior ranking alla 42ª posizione mondiale.
Fa il suo esordio olimpico ai Giochi di Parigi ed esce al primo turno in singolare e al secondo in doppio. Raggiunge per la prima volta il terzo turno in un Masters 1000 sul cemento al Canadian Open e viene eliminato da un ritrovato Kei Nishikori dopo aver sconfitto al tie-break del set decisivo il nº 15 del mondo Ugo Humbert. Continua l'ascesa nel ranking con il secondo turno raggiunto a Cincinnati. Si spinge per la prima volta fino al terzo turno agli US Open, accede agli ottavi con il successo in cinque set sull'emergente Jakub Menšík e raccoglie quattro soli giochi contro Daniil Medvedev; a fine torneo sale alla 30ª posizione mondiale. Torna a giocare quasi due mesi dopo e raccoglie due sconfitte al primo turno negli ultimi tornei stagionali.

### 2025, terzo turno al Roland Garros e a Wimbledon
A inizio 2025 disputa la semifinale all'Auckland Open dopo aver sconfitto tre top 50 e viene eliminato in tre set da Zizou Bergs. Agli Australian Open sconfigge il top 30 Jordan Thompson e al terzo turno viene battuto in quattro set da Carlos Alcaraz. Esce al secondo turno nei successivi quattro tornei e la vittoria di maggiore rilievo è quella sul nº 17 mondiale Arthur Fils all'ATP 500 di Dubai. Non va oltre la semifinale al Challenger di Phoenix che aveva vinto nelle ultime due edizioni. Esce nei quarti all'ATP 250 di Marrakesh e raccoglie solo due giochi al terzo turno del Monte Carlo Masters contro Stefanos Tsitsipas. Esce nei quarti anche all'Estoril Open, mentre delude nei Masters 1000 di Madrid e Roma. Diventa il primo portoghese ad accedere al terzo turno del Roland Garros con il suo primo successo in carriera su un top 10, il nº 8 Casper Ruud, peraltro sofferente per un infortunio al ginocchio, e viene quindi sconfitto da Alexei Popyrin.
Sconfitto nei quarti al Rosmalen Open, raggiunge per la prima volta il terzo turno anche a Wimbledon e viene sconfitto da Karen Khachanov dopo aver eliminato in cinque set il top 20 Franciasco Cerundolo.

## Statistiche
Aggiornate al 28 luglio 2025.

### Singolare

#### Vittorie (1)
| Legenda              |
| Grande Slam (0)      |
| ATP Finals (0)       |
| ATP Masters 1000 (0) |
| ATP Tour 500 (0)     |
| ATP Tour 250 (1)     |

| N. | Data           | Torneo               | Superficie  | Avversario in finale | Punteggio |
| 1. | 21 luglio 2024 | Swedish Open, Båstad | Terra rossa | Rafael Nadal         | 6–3, 6–2  |

### Doppio

#### Vittorie (1)
| Legenda              |
| Grande Slam (0)      |
| ATP Finals (0)       |
| ATP Masters 1000 (0) |
| ATP Tour 500 (0)     |
| ATP Tour 250 (1)     |

| N. | Data           | Torneo                | Superficie  | Compagno         | Avversari in finale             | Punteggio |
| 1. | 1º maggio 2022 | Estoril Open, Cascais | Terra rossa | Francisco Cabral | Máximo González André Göransson | 6–2, 6–3  |

### Tornei minori

#### Singolare

##### Vittorie (16)
| Legenda tornei minori      |
| Challenger (6)             |
| ITF World Tennis Tour (10) |

| N.  | Data              | Torneo                          | Superficie  | Avversario in finale         | Punteggio     |
| 1.  | 2 luglio 2017     | F9 Portugal, Setúbal            | Cemento     | Joao Monteiro                | 6-3, 6-0      |
| 2.  | 30 luglio 2017    | F13 Portugal, Idanha-a-Nova     | Cemento     | Andres Artunedo Martinavarro | 7-6(4), 6-4   |
| 3.  | 5 agosto 2018     | F13 Portugal, Caldas da Rainha  | Terra rossa | Daniel Batista               | 6-0, 6-2      |
| 4.  | 18 novembre 2018  | F32 USA, Pensacola              | Terra rossa | Ricardo Rodriguez            | 6-4, 6-3      |
| 5.  | 30 giugno 2019    | M15 Setúbal                     | Cemento     | Fred Gil                     | 6-3, 6-4      |
| 6.  | 7 luglio 2019     | M15 Idanha-a-Nova               | Cemento     | Fred Gil                     | 3-6, 6-3, 6-2 |
| 7.  | 26 gennaio 2020   | M15 Monastir                    | Cemento     | Zizou Bergs                  | 6-4, 7-6(6)   |
| 8.  | 13 settembre 2020 | M15 Sintra                      | Cemento     | Gastao Elias                 | 6-2, 6-2      |
| 9.  | 8 novembre 2020   | M15 Faro                        | Cemento     | Michael Geerts               | 6-0, 6-1      |
| 10. | 7 febbraio 2021   | M15 Antalya                     | Terra rossa | Miljan Zekić                 | 6-4, 3-3 rit. |
| 11. | 5 dicembre 2021   | Antalya Challenger, Antalya     | Terra rossa | Ryan Peniston                | 6-4, 6-3      |
| 12. | 17 aprile 2022    | Open Barletta, Barletta         | Terra rossa | Miljan Zekić                 | 6-3, 7-5      |
| 13. | 26 febbraio 2023  | Monterrey Challenger, Monterrey | Cemento     | Borna Gojo                   | 6-4, 7-6(6)   |
| 14. | 19 marzo 2023     | Arizona Tennis Classic, Phoenix | Cemento     | Aleksandr Ševčenko           | 4-6, 6-2, 6-1 |
| 15. | 3 dicembre 2023   | Maia Challenger, Maia           | Terra rossa | Benoit Paire                 | 6-1, 6-4      |
| 16. | 17 marzo 2024     | Arizona Tennis Classic, Phoenix | Cemento     | Matteo Berrettini            | 7-5, 7-6(4)   |

##### Finali perse (12)
| Legenda tornei minori     |
| Challenger (4)            |
| ITF World Tennis Tour (8) |

| N.  | Data             | Torneo                                                   | Superficie  | Avversario in finale | Punteggio      |
| 1.  | 25 giugno 2017   | F8 Portugal, Lisbona                                     | Cemento     | Joao Monteiro        | 4-6, 6-1, 5-7  |
| 2.  | 24 giugno 2018   | F9 Portugal, Povoa de Varzim                             | Cemento     | Tseng Chun-hsin      | 3-6, 4-6       |
| 3.  | 8 luglio 2018    | F11 Portugal, Castelo Branco                             | Cemento     | Mark Whitehouse      | 4-6, 4-6       |
| 4.  | 29 luglio 2018   | F12 Portugal, Porto                                      | Terra rossa | Mate Valkusz         | 3-6, 2-6       |
| 5.  | 4 ottobre 2020   | M25 Porto                                                | Cemento     | Gastao Elias         | 3-6, 3-6       |
| 6.  | 11 ottobre 2020  | M15 Setubal                                              | Cemento     | Sebastian Fanselow   | 4-6, 6(3)-7    |
| 7.  | 1 novembre 2020  | M25 Faro                                                 | Cemento     | Kacper Zuk           | 4-6, 3-6       |
| 8.  | 11 aprile 2021   | Oeiras Challenger, Oeiras                                | Terra rossa | Pedro Cachín         | 6(4)-7, 6(3)-7 |
| 9.  | 9 maggio 2021    | M15 Majadahonda                                          | Terra rossa | Johan Nikles         | 4-6, 3-6       |
| 10. | 19 dicembre 2021 | Maia Challenger II, Maia                                 | Terra rossa | Tseng Chun-hsin      | 7-5, 5-7, 2-6  |
| 11. | 13 marzo 2022    | Challenger di Roseto degli Abruzzi, Roseto degli Abruzzi | Terra rossa | Carlos Taberner      | 2-6, 3-6       |
| 12. | 22 ottobre 2023  | Shenzhen Longhua Open, Shenzen                           | Cemento     | Aleksandar Kovacevic | 6(4)–7, 6(5)–7 |

#### Doppio

##### Vittorie (16)
| Legenda tornei minori     |
| Challenger (9)            |
| ITF World Tennis Tour (7) |

| N.  | Data              | Torneo                                                 | Superficie  | Compagno         | Avversari in finale                       | Punteggio           |
| 1.  | 25 giugno 2017    | F8 Portugal, Lisbona                                   | Cemento     | Francisco Cabral | Sam Barry Bradley Mousley                 | 6-1, 3-6, [10-5]    |
| 2.  | 2 luglio 2017     | F9 Portugal, Setubal                                   | Cemento     | Francisco Cabral | Harry Bourchier Daniel Nolan              | 7-6(4), 6-4         |
| 3.  | 24 giugno 2018    | F9 Portugal, Póvoa de Varzim                           | Cemento     | Francisco Cabral | Romain Bauvy Hugo Voljacques              | 6-4, 6-4            |
| 4.  | 8 luglio 2018     | F11 Portugal, Castelo Branco                           | Cemento     | Francisco Cabral | Maxime Tchoutakian Hugo Voljacques        | 1-6, 7-6(4), [10-8] |
| 5.  | 7 luglio 2019     | M15 Idanha-a-Nova                                      | Cemento     | Francisco Cabral | Francisco Dias Goncalo Falcao             | 6-4, 6-3            |
| 6.  | 11 ottobre 2020   | M15 Setubal                                            | Cemento     | Francisco Cabral | Mateus Alves Igor Marcondes               | 6-2, 6(5)-7, [10-7] |
| 7.  | 7 febbraio 2021   | M15 Antalya                                            | Terra rossa | Alex Rybakov     | Jacopo Berrettini Raul Brancaccio         | 4-6, 7-6(1), [10-6] |
| 8.  | 10 aprile 2021    | Oeiras Challenger, Oeiras                              | Terra rossa | Francisco Cabral | Pavel Kotov Tseng Chun-hsin               | 6-1, 6-2            |
| 9.  | 25 settembre 2021 | Braga Open, Braga                                      | Terra rossa | Francisco Cabral | Jesper de Jong Bart Stevens               | 6-3, 6(4)-7, [10-5] |
| 10. | 6 novembre 2021   | Tenerife Challenger, Tenerife                          | Cemento     | Francisco Cabral | Jeevan Nedunchezhiyan Purav Raja          | 6-3, 6-4            |
| 11. | 27 novembre 2021  | Bahrain Ministry of Interior Tennis Challenger, Manama | Cemento     | Francisco Cabral | Maximilian Neuchrist Michail Pervolarakis | 7-5, 6(5)-7, [10-8] |
| 12. | 11 dicembre 2021  | Maia Challenger I, Maia                                | Terra rossa | Francisco Cabral | Andrej Martin Gonçalo Oliveira            | 6-3, 6-4            |
| 13. | 18 dicembre 2021  | Maia Challenger II, Maia                               | Terra rossa | Francisco Cabral | Piotr Matuszewski David Pichler           | 6-4, 7-5            |
| 14. | 2 aprile 2022     | Oeiras Challenger, Oeiras                              | Terra rossa | Francisco Cabral | Sanjar Fayziev Markos Kalovelonis         | 6-3, 6-0            |
| 15. | 9 aprile 2022     | Oeiras Challenger, Oeiras                              | Terra rossa | Francisco Cabral | Zdeněk Kolář Adam Pavlásek                | 6-4, 6-0            |
| 16. | 7 maggio 2022     | I. ČLTK Prague Open, Praga                             | Terra rossa | Francisco Cabral | Andrew Paulson Adam Pavlásek              | 6-4, 6(3)-7, [10-5] |

##### Finali perse (10)
| Legenda tornei minori     |
| Challenger (5)            |
| ITF World Tennis Tour (5) |

| N.  | Data             | Torneo                              | Superficie  | Compagno         | Avversari in finale                          | Punteggio           |
| 1.  | 15 novembre 2015 | F4 Morocco, Casablanca              | Terra rossa | Francisco Cabral | Amine Ahouda Yassine Idmbarek                | 2-6, 6-1, [8-10]    |
| 2.  | 1 luglio 2018    | F10 Portugal, Setubal               | Cemento     | Francisco Cabral | Christopher Diaz-Figueroa Wilfredo Gonzalez  | 5-7, 6-2, [8-10]    |
| 3.  | 1 novembre 2020  | M25 Faro                            | Cemento     | Francisco Cabral | Jesper de Jong Jelle Sels                    | 6(3)-7, 7-5, [8-10] |
| 4.  | 22 novembre 2020 | M25 Villena                         | Terra rossa | Francisco Cabral | Alberto Barroso Campos Benjamin Winter Lopez | 5-7, 5-7            |
| 5.  | 22 novembre 2020 | M15 Antalya                         | Terra rossa | Alex Rybakov     | Raul Brancaccio Davide Galoppini             | 6-2, 4-6, [7-10]    |
| 6.  | 2 ottobre 2021   | Lisboa Belém Open, Lisbona          | Terra rossa | Francisco Cabral | Jeevan Nedunchezhiyan Purav Raja             | 6(5)-7, 3-6         |
| 7.  | 9 ottobre 2021   | Sánchez-Casal Cup, Barcellona       | Terra rossa | Francisco Cabral | Harri Heliövaara Roman Jebavý                | 4-6, 3-6            |
| 8.  | 9 luglio 2022    | Porto Open, Porto                   | Cemento     | Francisco Cabral | Yuki Bhambri Saketh Myneni                   | 4-6, 6-3, [6-10]    |
| 9.  | 3 dicembre 2022  | Maia Challenger, Maia               | Cemento     | Francisco Cabral | Julian Cash Henry Patten                     | 3-6, 6-3, [8-10]    |
| 10. | 7 maggio 2023    | Open du Pays d'Aix, Aix-en-Provence | Terra rossa | Francisco Cabral | Jason Kubler John Peers                      | 7-6(5), 4-6, [7-10] |

## Risultati in progressione
| V | F | SF | QF | #T | RR | Q# | A | Z# | PO | O | F-A | SF-B | ND |

(V) Torneo vinto; raggiunto (F) finale, (SF) semifinale, (QF) quarti di finale, (#T) turni 4, 3, 2, 1; (RR) round - robin; (Q#) Turno di qualificazione; (A) assente dal torneo; (Z#) Zona gruppo Coppa Davis/Fed Cup (con indicazione numero); (PO) play-off Coppa Davis o Fed Cup; vinto un (O) oro, (F-A) argento o (SF-B) bronzo ai Giochi Olimpici; (ND) torneo non disputato.

Statistiche aggiornate agli US Open 2024
| Torneo                 | 2021 | 2022          | 2023          | 2024  | 2025 | V–S         |        |
| Tornei del Grande Slam |      |               |               |       |      |             |        |
| Australian Open        | A    | A             | 1T            | 4T    | 3T   | 5-3         |        |
| Roland Garros          | A    | 1T            | 2T            | 1T    | 3T   | 3-4         |        |
| Wimbledon              | A    | 1T            | 1T            | 1T    |      | 0-3         |        |
| US Open                | A    | 2T            | 1T            | 4T    |      | 4-3         |        |
| Vittorie–Sconfitte     | 0-0  | 1-3           | 1–4           | 6-4   | 4-2  | 12-13       |        |
| Giochi olimpici        |      |               |               |       |      |             |        |
| Giochi olimpici        | A    | Non disputati | Non disputati | 1T    | ND   | 0-1         |        |
| Vittorie–Sconfitte     | 0-0  | 0-0           | 0-0           | 0-1   | 0-0  | 0-1         |        |
| Statistiche Carriera   |      |               |               |       |      |             |        |
|                        | 2021 | 2022          | 2023          | 2024  | 2025 | Totale      | Totale |
| Tornei giocati         | 1    | 6             | 17            | 22    | 7    | 53          |        |
| Titoli                 | 0    | 0             | 0             | 1     | 0    | 1           |        |
| Finali                 | 0    | 0             | 0             | 1     | 0    | 1           |        |
| Vittorie–Sconfitte     | 1-1  | 6-6           | 9-18          | 24-25 | 11-8 | 51-58       |        |
| Ranking fine anno      | 194  | 112           | 66            | 36    |      | 3 038 480 $ |        |

### Vittorie contro top 10 per stagione
| Anno     | 2025 | Totale |
| -------- | ---- | ------ |
| Vittorie | 1    | 1      |

| Anno | N. | Avversario  | Rank | Torneo                  | Superficie  | Turno | Punteggio          |
| 2025 | 1. | Casper Ruud | 8    | Open di Francia, Parigi | Terra rossa | 2T    | 2-6, 6-4, 6-1, 6-0 |